# Cearukiv, Luțk
Cearukiv (în ucraineană Чаруків) este localitatea de reședință a comunei Cearukiv din raionul Luțk, regiunea Volînia, Ucraina.

## Demografie
Componența lingvistică a localității Cearukiv
     Ucraineană (99,31%)
     Alte limbi (0,69%)
Conform recensământului din 2001, majoritatea populației localității Cearukiv era vorbitoare de ucraineană (99,31%), existând în minoritate și vorbitori de alte limbi.